# Гарднер (Флорида)
Гарднер (англ. Gardner) — переписна місцевість (CDP) в США, в окрузі Гарді штату Флорида. Населення — 364 особи (2020).

## Географія
Гарднер розташований за координатами 27°21′13″ пн. ш. 81°47′22″ зх. д. / 27.35361° пн. ш. 81.78944° зх. д. (27.353716, -81.789450).  За даними Бюро перепису населення США в 2010 році переписна місцевість мала площу 19,96 км², уся площа — суходіл.

## Демографія
Згідно з переписом 2010 року, у переписній місцевості мешкали 463 особи в 216 домогосподарствах у складі 151 родини. Густота населення становила 23 особи/км².  Було 297 помешкань (15/км²).
Расовий склад населення:
| - 85,1 % — білих - 12,3 % — азіатів - 0,4 % — чорних або афроамериканців - 1,7 % — осіб інших рас |

До двох чи більше рас належало 0,4 %. Частка іспаномовних становила 5,0 % від усіх жителів.
За віковим діапазоном населення розподілялося таким чином: 16,8 % — особи молодші 18 років, 32,2 % — особи у віці 18—64 років, 51,0 % — особи у віці 65 років та старші. Медіана віку мешканця становила 65,3 року. На 100 осіб жіночої статі у переписній місцевості припадало 91,3 чоловіків;  на 100 жінок у віці від 18 років та старших — 99,5 чоловіків також старших 18 років.
Середній дохід на одне домашнє господарство  становив 37 138 доларів США (медіана — 35 357), а середній дохід на одну сім'ю — 39 683 долари (медіана — 37 143). За межею бідності перебувало 11,6 % осіб, у тому числі 0,0 % дітей у віці до 18 років та 10,8 % осіб у віці 65 років та старших.
Цивільне працевлаштоване населення становило 19 осіб. Основні галузі зайнятості: науковці, спеціалісти, менеджери — 63,2 %, будівництво — 36,8 %.